# Platon Leonidovich Lebedev

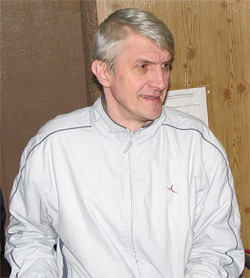
Platon Lebedev

Platon Leonidovich Lebedev (tiếng Nga: Плато́н Леони́дович Ле́бедев) sinh ngày 29.11.1956 là nhà kinh doanh người Nga, cựu Tổng giám đốc điều hành của Ngân hàng Menatep, cũng như phó chủ tịch hội đồng quản trị tập đoàn dầu khí Yukos. Ông bị bắt vào năm 2005, phạt tù 9 năm về tội trốn thuế và được thả vào ngày 25 tháng giêng 2014.,

## Cuộc đời
Platon Lebedev sinh ngày 29.11.1956 tại Moskva. Ông tốt nghiệp "Đại học Kinh tế Nga" năm 1981. Ông là người đồng sáng lập Ngân hàng Menatep và Công ty khai thác dầu khí «ЮКОС» (Yukos), đồng thời làm Tổng giám đốc điều hành của Ngân hàng Menatep. Ông cũng là người cộng sự đắc lực của Mikhail Khodorkovsky, ông trùm dầu lửa của Nga.
Năm 2005, Lebedev bị xử phạt 9 năm tù về tội trốn lậu thuế. Sau đó, năm 2009 ông bị buộc tội biển thủ và rửa tiền, nhưng ông không nhận là mình có tội. Đã có suy đoán là các cáo buộc này là do động cơ chính trị. Ngày 27.12.2010, Lebedev và Mikhail Khodorkovsky đã bị kết án một lần nữa, và có thể sẽ bị phạt tù nhiều năm. "Một hình phạt tù ngắn hạn có thể được coi là một chiến thắng cho người được Putin bảo trợ, Tổng thống Nga Dmitri A. Medvedev, một cựu giáo sư luật người được cho là theo đường lối ít cứng rắn. Medvedev đã thúc đẩy các chính sách hiện đại hóa nước Nga, và các nhà phân tích cho rằng vụ án Khodorkovsky (và Lebedev) là một trở ngại đối với việc thuyết phục các nhà đầu tư nước ngoài là hệ thống luật pháp của nước Nga là công bằng".
Vào tháng giêng 2014, tòa án tối cao đã ra lệnh thả Lebedev, tuy nhiên ông cũng còn phải trả 350 triệu Euro trong kỳ xét xử lần đầu. Khodorkovsky cũng vẫn còn thiếu nước Nga 400 triệu Euro, có lẽ vì vậy mà ông ta sẽ không trở lại Nga.

## Tù nhân lương tâm
Ngày 24.5.2011, Lebedev và Khodorkovsky được tổ chức Ân xá Quốc tế gọi là các tù nhân lương tâm, và chỉ trích vụ xét xử lần thứ nhì 2 người này, đồng thời kêu gọi phóng thích họ khi mãn hạn tù theo án xử ban đầu.